# Nikolaj Patrusjev
Nikolaj Platonovitj Patrusjev (ryska: Никола́й Плато́нович Па́трушев), född 11 juli 1951 i Leningrad, Ryska SFSR (nuvarande Sankt Petersburg, Ryssland), är en rysk politiker och underrättelseofficer. Han var 1999–2008 chef för Ryska federationens federala säkerhetstjänst (FSB), och 2008–2024 sekreterare i Rysslands säkerhetsråd. Sedan maj 2024 är Patrusjev medhjälpare till Rysslands president.

## Biografi
Patrusjev utexaminerades 1974 som ingenjör från Leningrads skeppsbyggnadsinstitut, och utbildade sig därefter vid den sovjetiska säkerhetstjänsten KGB:s högskola i Minsk. Han kom därefter att arbeta inom KGB:s lokalavdelningar mot smuggling och korruption i Leningrad under 1970- och 80-talet. Efter Sovjetunionens upplösning förflyttades Patrusjev till Karelska republiken i västra Ryssland, där han verkade som säkerhetsminister 1992–1994.
År 1994 utsågs han till avdelningschef inom FSK, föregångaren till FSB, vid organisationens högkvarter i Moskva. Mellan 1998 och 1999 arbetade han inom Rysslands presidentadministration under Boris Jeltsin. I augusti 1999 efterträdde Patrusjev Vladimir Putin som chef för FSB, efter att Jeltsin utsett Putin till premiärminister. Enligt en brittisk utredning från 2016 ska Patrusjev under sin tid som FSB-chef bland annat ha godkänt mordet på den avhoppade FSB-arbetaren Aleksandr Litvinenko i London år 2006.
Från 2008 till 2024 var Patrusjev sekreterare för det ryska säkerhetsrådet. I maj 2024 ersattes han på posten av den tidigare försvarsministern Sergej Sjojgu, och gavs istället ett uppdrag som medhjälpare till presidenten, med ansvar för varvsfrågor.
Han har beskrivits som en av de främsta hökarna i kretsen kring president Putin, och betraktar USA, Nato och övriga väst som ett hot som Ryssland måste försvara sig mot. Han var en stark förespråkare av den ryska annekteringen av Krimhalvön 2014, samt av landets invasion av Ukraina 2022. Patrusjev har också nämnts som en av de troligaste personerna som skulle kunna efterträda Putin.
Efter annekteringen av Krim 2014 införde EU och Storbritannien sanktioner mot ett antal personer inom och med koppling till Rysslands regering, däribland Patrusjev. USA införde liknande sanktioner mot honom 2018. USA och EU riktade liknande sanktioner mot Patrusjev 2022 och 2023, efter invasionen av Ukraina.

### Privatliv
Patrusjev är gift och har två söner, däribland Dmitrij Patrusjev, som tidigare var Rysslands jordbruksminister och sedan maj 2024 är landets vice premiärminister med ansvar för jordbruksfrågor.

## Utmärkelser

### Ryssland
- Ryska federationens hjälte, 2000[14]
- Militära förtjänstorden, 2002[14]
- Sjöförtjänstorden, 2002[14]
- Fäderneslandets förtjänstorden
  -  Fjärde klassen, 2004[14]
  -  Tredje klassen, 2009[14]
  -  Andra klassen, 2009[14]
  -  Första klassen, 2006[14]
- Alexander Nevskij-orden, 2011[14]
- Ärans orden, 2011[14]

### Utländska utmärkelser
- Tredje klassen av Bohdan Chmelnytskyjs orden (Ukraina), 2001[14]
- Ärans orden (Belarus), 2001[14]
- Första klassen av Stridskorsorden (Armenien), 2003[14]
- Vänskapsorden (Vietnam), 1 december 2021[15]
- Unionen Myanmars orden (Myanmar), 4 december 2023[16]